# اس‌اس کالیفرنیا (۱۹۲۳)
اس‌اس کالیفرنیا (۱۹۲۳) (به انگلیسی: SS California (1923)) یک کشتی بود که طول آن ۱۶۷٫۶۴ متر (۵۵۰٫۰ فوت) بود. این کشتی در سال ۱۹۲۳ ساخته شد.